# Tall Kalach (dystrykt)
Tall Kalach (arab. منطقة تلكلخ) – jedna z 7 jednostek administracyjnych drugiego rzędu (dystrykt) muhafazy Hims w Syrii. Jest położona w środkowej części kraju. Graniczy od wschodu z dystryktem Hims, od południa z Libanem, od zachodu z muhafazą Tartus a od północy z muhafazą Hama i z dystryktem Tall Daww.
W 2004 roku dystrykt zamieszkiwało 129 429 osób.